# Amant de Boixe
Amant de Boixe est un saint local, fêté dans le diocèse d'Angoulême.
Amantius naquit à Bordeaux au début du VIIe siècle. À la recherche d'une vie parfaite, il fut attiré par la réputation de saint Cybard qui vivait en Angoumois. 
Il s'établit au cœur de la forêt de Boixe pour y vivre en ermite. Il est mort vers l'an 600. 
Son tombeau est à l'origine de l'abbaye de Saint-Amant-de-Boixe.